# La donna del fiume
La donna del fiume is een Italiaans-Franse film van Mario Soldati uit 1954 met in de hoofdrollen Sophia Loren en Gérard Oury. Het scenario is gebaseerd op een verhaal van Alberto Moravia en Ennio Flaiano.
Dit melodrama was een van de meest succesrijke films van het Italiaanse filmseizoen 1955-1956.

## Verhaal
Comacchio, een stadje in Emilia-Romagna, gelegen in het polderlandschap van de delta van de Po.
De bloedmooie twintigjarige Nives woont sinds het overlijden van haar ouders alleen in het ouderlijk huis. Het huis ligt midden in de moerassen van de valli di Comacchio.
De sigarettensmokkelaar Gino Lodi is de knapste man van de streek voor wie alle vrouwen vallen. Alleen Nives is nog niet bezweken voor zijn charmes. Ze doet uit de hoogte met hem en is soms uitdagend brutaal. De zelfbewuste Gino is van mening dat de aanhouder wint en dat gebeurt ook op een dag.
Een tijdje gaat het goed tussen Nives en Gino. Maar dan komt Gino haar niet meer opzoeken. Wanneer Oscar, het hulpje van Gino, bij haar langskomt om Gino's vest mee te nemen en Nives vertelt dat Gino naar Triëst vertrekt voor onbepaalde tijd, is Nives erg ontgoocheld en verdrietig.  
Een tijdje later komt inspecteur van politie Enzo Cinti langs bij Nives. Dat doet hij wel meer want hij is al lange tijd verliefd op Nives. Hij vertelt haar dat de politie op zoek is naar Gino. Daarop begeeft Nives zich naar het dorp om de teruggekeerde Gino te waarschuwen. Ze zegt hem ook dat ze zwanger is. Gino reageert  heel ongepast door te vragen wie de vader is. Een woedende Nives geeft hem een klap in het gezicht waarop hij haar van haar fiets gooit. Vernederd zint Nives op wraak. 

## Rolverdeling
| Acteur          | Personage       |
| --------------- | --------------- |
| Sophia Loren    | Nives Mangolini |
| Gérard Oury     | Enzo Cinti      |
| Rik Battaglia   | Gino Lodi       |
| Lise Bourdin    | Tosca           |
| Enrico Olivieri | Oscar           |
| Maria Conventi  | Ivana           |